# Kachavi, Hirekerur
Kachavi là một làng thuộc tehsil Hirekerur, huyện Haveri, bang Karnataka, Ấn Độ.